# ريتشارد أبيل (ناقد سينمائي)
ريتشارد أبيل (بالإنجليزية: Richard Abel)‏ هو ناقد سينمائي أمريكي، ولد في 20 أغسطس 1941.